# Alpine Para-Skiweltmeisterschaften
Die Alpinen Para-Skiweltmeisterschaften (offizielle Bezeichnung seit 2017 World Para Alpine Skiing Championships, bis 2015 IPC Alpine Skiing World Championships) sind neben den Paralympischen Winterspielen die bedeutendsten internationalen Wettkämpfe im alpinen Para-Skisport. 

## Geschichte
Die ersten offiziellen Weltmeisterschaften fanden 1974 in Le Grand-Bornand in Frankreich statt. Von 1982 bis 2004 fanden die Wettkämpfe im Vierjahresrhythmus in jedem geraden Jahr ohne Paralympische Spiele statt. Ab 2009 zusätzlich dann auch in jedem ungeraden Jahr.
Der ursprüngliche Wechsel von einem Zwei- auf einen Vierjahresrhythmus sollte ursprünglich 2007 stattfinden. Die Weltmeisterschaft 2007 sollte in Klosters stattfinden, jedoch zogen sich die Veranstalter im Frühjahr 2006 aufgrund von Finanzierungsproblemen zurück. Das Internationale Paralympische Komitee (IPC) plante zuerst die Neuvergabe der Wettkämpfe, schließlich wurden die Wettkämpfe jedoch abgesagt.

## Weltmeisterschaften
| Nr. | Jahr | Stadt                     | Land               | Kommentar |
| --- | ---- | ------------------------- | ------------------ | --- |
|     | 1972 | Courchevel                | Frankreich         | keine offiziellen Weltmeisterschaften |
| 1   | 1974 | Le Grand-Bornand          | Frankreich         | Ausgerichtet von der IWAS, beinhaltete Alpine (Abfahrt) und Nordische (Langlauf) Wettkämpfe                                                                                            |
| 2   | 1982 | Ormont-Dessous            | Schweiz            | |
| 3   | 1986 | Sälen                     | Schweden           | |
| 4   | 1990 | Winter Park               | Vereinigte Staaten | |
| 5   | 1996 | Lech                      | Österreich         | |
| 6   | 2000 | Anzère                    | Schweiz            | |
| 7   | 2004 | Wildschönau               | Österreich         | Parallele Austragung der nordischen Skiweltmeisterschaft der Behinderten |
| 8   | 2007 | Klosters                  | Schweiz            | Abgesagt aufgrund von Finanzierungsproblemen |
| 9   | 2009 | Pyeongchang               | Südkorea           | |
| 10  | 2011 | Sestriere                 | Italien            | |
| 11  | 2013 | La Molina                 | Spanien            | |
| 12  | 2015 | Panorama                  | Kanada             | |
| 13  | 2017 | Tarvis                    | Italien            | |
| 14  | 2019 | Sella Nevea/Kranjska Gora | Italien/ Slowenien | |
| 15  | 2021 | Lillehammer               | Norwegen           | Austragung von Ski Alpin, Para-Biathlon, Para-Langlauf und Para-Snowboard bei einem Event als World Para Snow Sports Championships. Aufgrund der COVID-19-Pandemie auf 2022 verschoben |
| 16  | 2023 | Espot                     | Spanien            | |

## Medaillenspiegel (ab 2009)
| Rang | Land                   | Goldmedaillen | Silbermedaillen | Bronzemedaillen | Gesamt |
| ---- | ---------------------- | ------------- | --------------- | --------------- | ------ |
| 1    | Frankreich             | 34            | 14              | 14              | 62     |
| 2    | Deutschland            | 28            | 30              | 21              | 79     |
| 3    | Österreich             | 18            | 23              | 15              | 56     |
| 4    | Slowakei               | 18            | 15              | 15              | 48     |
| 5    | Kanada                 | 15            | 21              | 21              | 57     |
| 6    | Russland               | 14            | 11              | 10              | 35     |
| 7    | Japan                  | 11            | 14              | 21              | 46     |
| 8    | Vereinigte Staaten     | 8             | 10              | 15              | 33     |
| 9    | Niederlande            | 8             | 1               | 5               | 14     |
| 10   | Spanien                | 7             | 7               | 4               | 18     |
| 11   | Australien             | 7             | 4               | 7               | 18     |
| 12   | Italien                | 6             | 5               | 4               | 15     |
| 13   | Vereinigtes Königreich | 3             | 10              | 9               | 22     |
| 14   | Schweiz                | 3             | 9               | 10              | 22     |
| 15   | Neuseeland             | 2             | 4               | 4               | 10     |
| 16   | Tschechien             | 1             | 0               | 4               | 5      |
| 17   | Belgien                | 0             | 1               | 2               | 3      |
| 18   | Norwegen               | 0             | 2               | 2               | 4      |
| 19   | Polen                  | 0             | 1               | 1               | 2      |
| 20   | Rumänien               | 0             | 0               | 1               | 1      |